# Ozereanî, Henicesk
Ozereanî (în ucraineană Озеряни) este localitatea de reședință a comunei Ozereanî din raionul Henicesk, regiunea Herson, Ucraina.

## Demografie
Componența lingvistică a localității Ozereanî
     Ucraineană (50,68%)
     Rusă (49,32%)
Conform recensământului din 2001, majoritatea populației localității Ozereanî era vorbitoare de ucraineană (50,68%), existând în minoritate și vorbitori de rusă (49,32%).